# 최재명
최재명(崔載明)은 대한민국의 육군 군인이자 제2대 감찰위원회 위원장이다. 국가재건최고회의 문교사회 분과위원장 등을 지냈으며, 육군 대령이던 1961년 감찰위원회 위원장으로 임명되었다. 임기는 1961년 5월 23일부터 1961년 7월 10일까지였다.